# Seleli (Qubadli)
Seleli est un village de la région de Qubadli en Azerbaïdjan.

## Histoire
En 1993-2020, Seleli était sous le contrôle des forces armées arméniennes. En 2020, le village de Seleli a été restitué sous le contrôle de l'Azerbaïdjan.